# C-3 (1929)
El Submarino C-3 fue un submarino de la Clase C de la Armada Española construido en los astilleros de la SECN de Cartagena (Murcia) España. Participó en la guerra civil española en el bando republicano y fue hundido por el submarino alemán U-34 comandado por Harald Grosse.

## Historial
El 14 de septiembre de 1931 se realizaron con éxito a bordo del C-3 las pruebas del ascensor submarino Génova, en la ensenada de Escombreras, por su inventor, el capitán de Corbeta Arturo Génova Torruella, que posteriormente se instalaría en el resto de los submarinos de la clase C (con carácter portátil) y de la más tardía Clase D desde su fabricación.
El 30 de julio de 1935 y en compañía de las otras cinco unidades de su clase zarpó de Cartagena visitando los puertos de Melilla, Cádiz, Plymouth, Brest, Tenerife, Dakar, Villa Cisneros, Las Palmas y Larache, regresando a su base el 23 de septiembre.

### Guerra Civil
Al comienzo de la guerra civil española se encontraba en el puerto de Cartagena, División a la que pertenecía. Su comandante era el capitán de corbeta Salas Pinto, el segundo comandante el Teniente de Navío Viniegra González y como oficiales estaban embarcados los alféreces de navío Jáudenes Junco y Arbona Pastor. 
El 18 de julio de 1936, en cumplimiento a la orden recibida del Ministro de Marina, salió de Cartagena junto con los submarinos B-6, Isaac Peral, C-4 y C-6 rumbo al Estrecho, al mando del jefe de Flotilla, capitán de fragata Francisco Guimerá Bosch, con la misión de interceptar el paso de las tropas sublevadas desde el norte de África hacia la Península, situándose escalonadamente frente a las costas andaluzas. El día 20 entró en el puerto de Málaga junto con el resto de la flotilla, donde el capitán de fragata Guimerá, el comandante y segundo comandante del C-3, al igual que el resto de los mandos de la flotilla, a excepción del comandante del C-1, capitán de corbeta Lara, fueron relevados del mando y trasladados al buque prisión Monte Toro por considerarles simpatizantes con los sublevados. En la mañana del día 21 salió a la mar con la orden de localizar y proteger al petrolero Ophir hasta su llegada a Tánger, comisión que efectúa en compañía del submarino B-6. 
El día 27 todos los destructores y submarinos son destacados a las proximidades de Cádiz para interceptar a un supuesto convoy, hasta que se comprueba que todo se debe a una falsa noticia. Poco después el C-2, el C-3 y el C-6 reciben la orden de situarse en línea circular frente al puerto de Ceuta para evitar la entrada del Crucero Almirante Cervera, que había zarpado de Ferrol rumbo al Estrecho. 
El 1 de agosto, en el puerto de Málaga recibió del C-4 toda la munición antiaérea y torpedos, así como distintos repuestos de giroscópica, antes de que éste saliera rumbo a Cartagena al objeto de realizar pequeñas reparaciones. El día 15 partió hacia el Cantábrico al mando del alférez de navío Arbona, junto con el C-6, regresando a Cartagena por averías. Zarpó de nuevo hacia el Cantábrico el 25 de agosto, después de reparar, junto con el C-4 y el C-5, donde el gobierno de la República había creído que la presencia de la escuadra sería más decisiva. Más tarde se le uniría el C-6. Su misión era intentar localizar y hundir al Acorazado España y al Crucero Almirante Cervera, que operaban por aquellas aguas. Asimismo y para aprovechar el viaje, se les embarcó abundante armamento portátil y munición con destino a las tropas que operaban en Bilbao. 
El 2 de octubre de 1936 regresó el C-3 a la zona del Mediterráneo, entrando en Málaga el día 8.

### Hundimiento

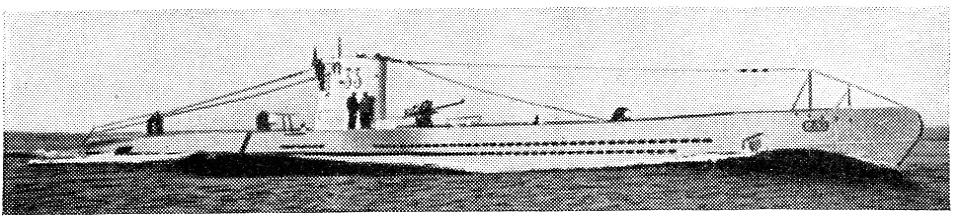
Submarino alemán U-33, del mismo modelo que el U-34.

El 12 de diciembre navegaba a las 14:00 en superficie a 4 millas al sudeste de la farola de Málaga. En la torreta se encontraba el comandante Arbona y el capitán de la Marina Mercante Agustín García Viñas, adscrito a la Armada como oficial de derrota del submarino. En la cubierta hacia popa se hallaban los marineros Isidoro de la Orden Ibáñez y Asensio Lidón Jiménez, que vaciaban los restos de la comida diaria. A unas dos millas del C-3, más próximo a la costa, se encontraba el guardacostas Xauen relevando a la lancha I-4 en sus labores de vigilancia. Aproximadamente a igual distancia, estaban faenando los pesqueros Joven Antonio y Joven Amalia.
A las 14:19 el C-3 se inclinó de proa y ligeramente caído a estribor. Una llamarada y una nube de humo blanco habían precedido al hecho. De forma casi instantánea, el submarino se hundió dejando a flote tan sólo al capitán García Viñas y a los marineros De la Orden y Lidón. Tan rápido fue el suceso que ningún otro hombre pudo salir y 37 tripulantes murieron a pocas millas del puerto de Málaga, donde sus restos reposan hoy a 70 m de profundidad.
Todo indica que el C-3 fue hundido por el submarino alemán U 34 mandado por el Kapitänleutnant Harald Grosse dentro de la Operación Úrsula, acción por la que Grosse fue condecorado con la Goldenes Spanienkreuz (Cruz Española de Oro). 
De hecho, el U-34 envió el mensaje n.º F.T. 1603 K a su base el mismo 12 de diciembre. “1419 U-Boot C Klass vor Málaga versenkt” (“a las 14:19, hundido un submarino de la clase C ante Málaga”).[cita requerida]
Una sección de unos 8 m desde la proa se separó del resto del casco. Ambos fragmentos del submarino llegaron al fondo, una planicie de arena, quedando separados entre sí unos pocos metros. El fragmento mayor reposa conservando su posición normal, mientras que el fragmento menor se halla en posición invertida. En la superficie, una mancha de fuel marcó el lugar donde se produjo la tragedia, y los tres hombres que se debatían en el agua fueron rescatados por uno de los pesqueros que faenaban en la zona y trasladados al buque hospital Artabro, fondeado en el puerto de Málaga.
En los días siguientes a su hundimiento, las autoridades de la República enviaron buques a la zona para descubrir la posición en la que se había hundido el C-3, localizándola por las abundantes manchas de aceite que flotaban en la superficie. La posición se balizó, aunque ningún intento de rescate se llevó a cabo ante la evidencia de que no podía haber habido supervivientes. Posteriormente, con la toma de Málaga por parte de las fuerzas franquistas, el interés por la situación del C-3 se perdió y nunca más se volvió a investigar. Tan sólo una maniobra de los sublevados, que intentó ocultar la adquisición de dos submarinos italianos, el Archimede y el Torricelli, a la opinión internacional diciendo que se trataba del C-3 y el C-5, desaparecido unos pocos días después que el C-3, que habían sido recuperados y puesto de nuevo en activo. Esta maniobra no tuvo éxito, debido a las grandes diferencias estructurales entre ambos tipos de submarinos. Fue dado de baja oficial en la Marina por Orden ministerial de 31 de julio de 1941.

## Localización de los restos del C-3
En 1997, el abogado malagueño Antonio Checa descubrió los restos de un naufragio, del que intuyó pudiera tratarse del C-3. Después de varias inmersiones con un ROV (Remote Operated Vehicles) dotado con una cámara de video, se obtuvieron las primeras imágenes. La mala visibilidad de la zona y el estado en que se encontraban los restos impidieron la identificación del buque.
En octubre de 1998, la Armada Española destacó al buque de salvamento Mar Rojo con un equipo de buceadores de la Armada que, por fin, consiguieron identificar los restos como pertenecientes al "C-3", con coordenadas 36°40′N 4°21′O / 36.667, -4.350.

## Mandos del buque
| Empleo             | Nombre                         | Desde               | hasta                   |
| ------------------ | ------------------------------ | ------------------- | ----------------------- |
| Capitán de Corbeta | Felipe J. Abárzuza Oliva       | 4 de mayo de 1929   | 27 de abril de 1931     |
| Capitán de Corbeta | Rafael Fernández de Bobadilla  | 27 de abril de 1931 | 3 de junio de 1933      |
| Capitán de Corbeta | Claudio Alvar González Sánchez | 3 de junio de 1933  | 15 de julio de 1935     |
| Capitán de Corbeta | Javier de Salas Pinto          | 15 de julio de 1935 | 18 de julio de 1936     |
| Teniente de Navío  | Rafael Viniegra González       | 18 de julio de 1936 | 20 de julio de 1936     |
| Alférez de Navío   | Antonio Arbona Pastor          | 20 de julio de 1936 | 12 de diciembre de 1936 |